# Jan Konieczny (ur. 1950)
Jan Stanisław Konieczny (ur. 5 maja 1950 w Muszkowie) – polski polityk, poseł na Sejm PRL VIII kadencji.

## Życiorys
Uzyskał wykształcenie średnie zawodowe, z zawodu ślusarz. Pracował jako mistrz na wydziale montażu w Fabryce Maszyn Radomsko. Był działaczem Polskiej Zjednoczonej Partii Robotniczej. Zasiadał w Komitecie Wojewódzkim partii w Piotrkowie Trybunalskim, ponadto był sekretarzem OOP, a także przewodniczącym Komisji Rewizyjnej Komitetu Zakładowego Fabryki Maszyn. W latach 1980–1985 pełnił mandat posła na Sejm PRL VIII kadencji w okręgu Piotrków Trybunalski, będąc sekretarzem Sejmu. Zasiadał w Komisji Planu Gospodarczego, Budżetu i Finansów oraz w Komisji Przemysłu Ciężkiego, Maszynowego i Hutnictwa.